# 이정훈 (1992년)
이정훈(1992년 12월 18일 ~ )는 대한민국의 축구 선수로, 포지션은 공격수이다.